# 星の羽ばたく夜は
『星の羽ばたく夜は』（ほしのはばたくよるは）は、2019年1月23日にBeingから発売された蓮花の1枚目のオリジナルアルバム。

## 概要
アルバムタイトル曲は、蓮花が支えてくれた人全てに贈る感謝の思いを込めた渾身の1曲となっている。
ボーナストラックには蓮花がデビューするきっかけとなったニンテンドー3DSソフト「ファイアーエムブレムif」のテーマ曲「if〜ひとり思う〜」の特別コラボバージョンを収録しており、ゲームのヒロイン”アクア”の歌を担当した蓮花と声を担当したLynnが夢の共演という形になった。
初回限定盤のみ、DVD付き。

## 収録曲
全曲　作詞：蓮花（特記以外）
1. 笑顔の影
作曲・編曲：大西俊也
2. 金魚涙。
作曲・編曲：永見和也　Strings Arrangement：池田大介
3. 徒桜
作曲・編曲：永見和也
4. ただ一つ、
作曲・編曲：ツカダタカシゲ
5. ツキノカケラ
作曲：上田起士　編曲：KASUMI by COZMIC CODE
6. Don't Cry
作曲・編曲：大西俊也
7. 白雪
作曲・編曲：永見和也
8. 時を越え
作曲：川浦正大　編曲：永見和也
9. 星の羽ばたく夜は
作曲・編曲：岡本仁志
10. LOTUS＊
作曲・編曲：AKIHIDE
11. if～ひとり思う～
作詞：前田耕平　作曲・編曲：森下弘生
12. はつごころ
作曲・編曲：徳永暁人
13. if～ひとり思う～　feat. Lynn ［respect for ファイアーエムブレムif］
ボーナストラック

### 初回限定盤DVD
2018.7.21　蓮花デビュー3周年記念 ～Live Voice#1～
1. 笑顔の影
2. 金魚涙。
3. 徒桜
4. ただ一つ、
5. ツキノカケラ
6. Don't Cry
7. 白雪
8. 時を越え
9. 星の羽ばたく夜は

## レコーディング参加
- AKIHIDE（BREAKERZ） - ギター
- 大西俊也 - ギター、プログラミング
- 坂本マニ真二郎 - ギター、三味線
- 徳永暁人（doa） - シンセサイザー
- 永見和也 - ベース
- 山口茜（Quint） - ピアノ
- 杉山麻衣子 - バイオリン
- 小寺里枝 & Lime Ladies Orchestra - ストリングスセクション
- 寺島良一 - ディレクター